# Biodiversité dans le bâti et le jardin
 (avril 2023).
La mise en forme du texte ne suit pas les recommandations de Wikipédia : il faut le « wikifier ».
Les points d'amélioration suivants sont les cas les plus fréquents. Le détail des points à revoir est peut-être précisé sur la page de discussion.
- Les titres sont pré-formatés par le logiciel. Ils ne sont ni en capitales, ni en gras.
- Le texte ne doit pas être écrit en capitales (les noms de famille non plus), ni en gras, ni en italique, ni en « petit »…
- Le gras n'est utilisé que pour surligner le titre de l'article dans l'introduction, une seule fois.
- L'italique est rarement utilisé : mots en langue étrangère, titres d'œuvres, noms de bateaux, etc.
- Les citations ne sont pas en italique mais en corps de texte normal. Elles sont entourées par des guillemets français : « et ».
- Les listes à puces sont à éviter, des paragraphes rédigés étant largement préférés. Les tableaux sont à réserver à la présentation de données structurées (résultats, etc.).
- Les appels de note de bas de page (petits chiffres en exposant, introduits par l'outil «  Source ») sont à placer entre la fin de phrase et le point final[comme ça].
- Les liens internes (vers d'autres articles de Wikipédia) sont à choisir avec parcimonie. Créez des liens vers des articles approfondissant le sujet. Les termes génériques sans rapport avec le sujet sont à éviter, ainsi que les répétitions de liens vers un même terme.
- Les liens externes sont à placer uniquement dans une section « Liens externes », à la fin de l'article. Ces liens sont à choisir avec parcimonie suivant les règles définies. Si un lien sert de source à l'article, son insertion dans le texte est à faire par les notes de bas de page.
- La présentation des références doit suivre les conventions bibliographiques. Il est recommandé d'utiliser les modèles {{Ouvrage}}, {{Chapitre}}, {{Article}}, {{Lien web}} et/ou {{Bibliographie}}. Le mode d'édition visuel peut mettre en forme automatiquement les références.
- Insérer une infobox (cadre d'informations à droite) n'est pas obligatoire pour parachever la mise en page.

Pour une aide détaillée, merci de consulter Aide:Wikification.
Si vous pensez que ces points ont été résolus, vous pouvez retirer ce bandeau et améliorer la mise en forme d'un autre article.
 (juin 2022).
Si vous disposez d'ouvrages ou d'articles de référence ou si vous connaissez des sites web de qualité traitant du thème abordé ici, merci de compléter l'article en donnant les références utiles à sa vérifiabilité et en les liant à la section « Notes et références ».
 (juin 2022).
- Si vous ne connaissez pas le sujet, laissez ce bandeau (vous pouvez alors contacter les auteurs).
- Si vous supprimez le contenu mis en cause (vous pouvez préalablement contacter les auteurs),

argumentez précisément cette suppression dans la page de discussion
(un manque de référence n'est pas un argument ; une recherche réelle de référence doit avoir été effectuée, être formellement documentée).

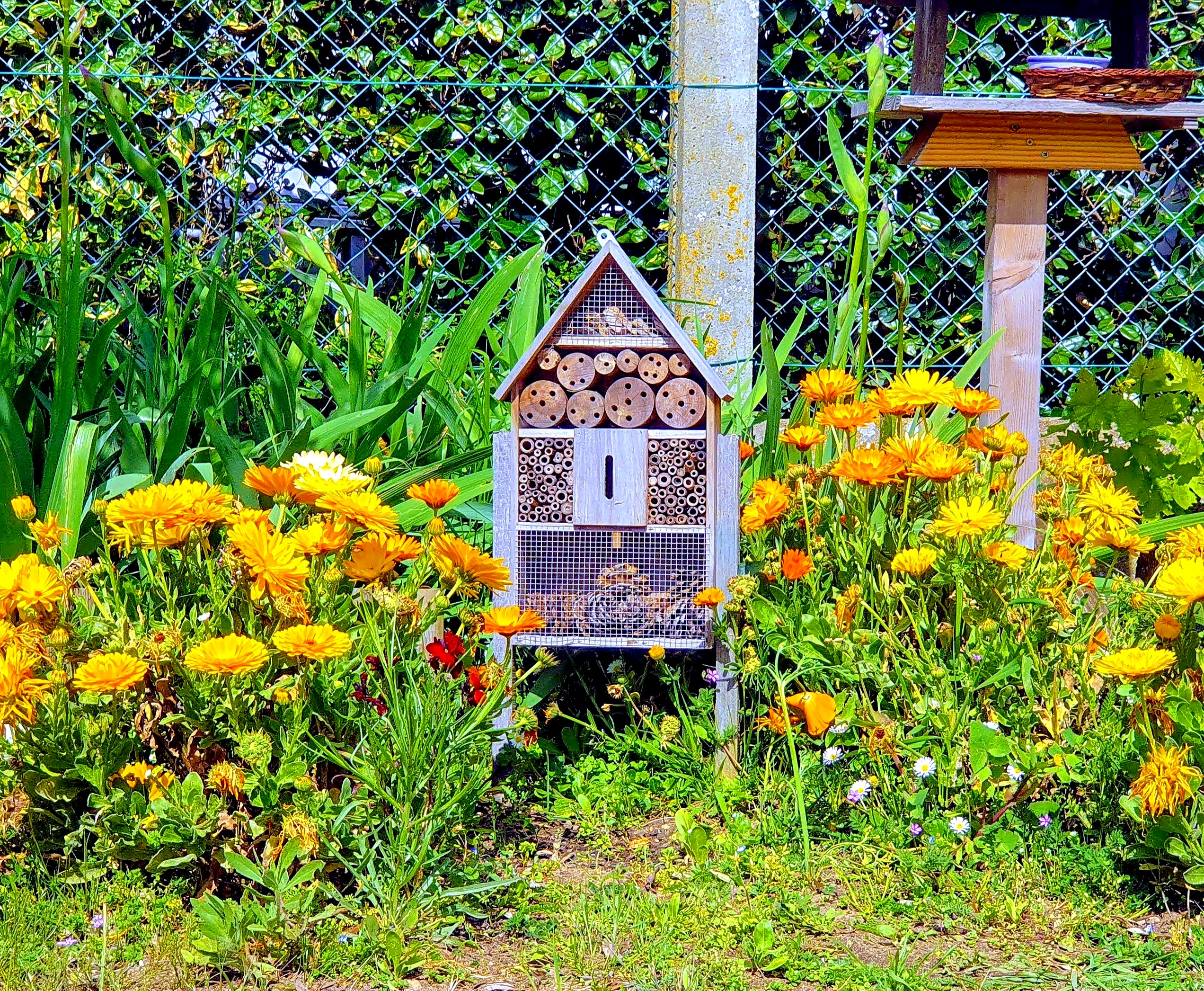
hôtel à insectes avec prairie pour favoriser les pollinisateurs

La biodiversité dans le bâti et le jardin s'intéresse à la variété des espèces vivantes et de leurs particularités génétiques qui semble pouvoir jouer un rôle en matière d'écologie urbaine et de réseau écologique ou trame verte. Cet objectif peut devenir une quinzième cible HQE, et a aussi des impacts sur la gestion de l'eau (moins d'arrosage, de ruissellements...), la qualité de l'air, les microclimats, l'agronomie des espaces proches... Il existe de nombreux aménagements possibles pour améliorer la biodiversité des espaces urbanisés, portant sur le bâti comme sur les espaces non bâtis.

## Constat

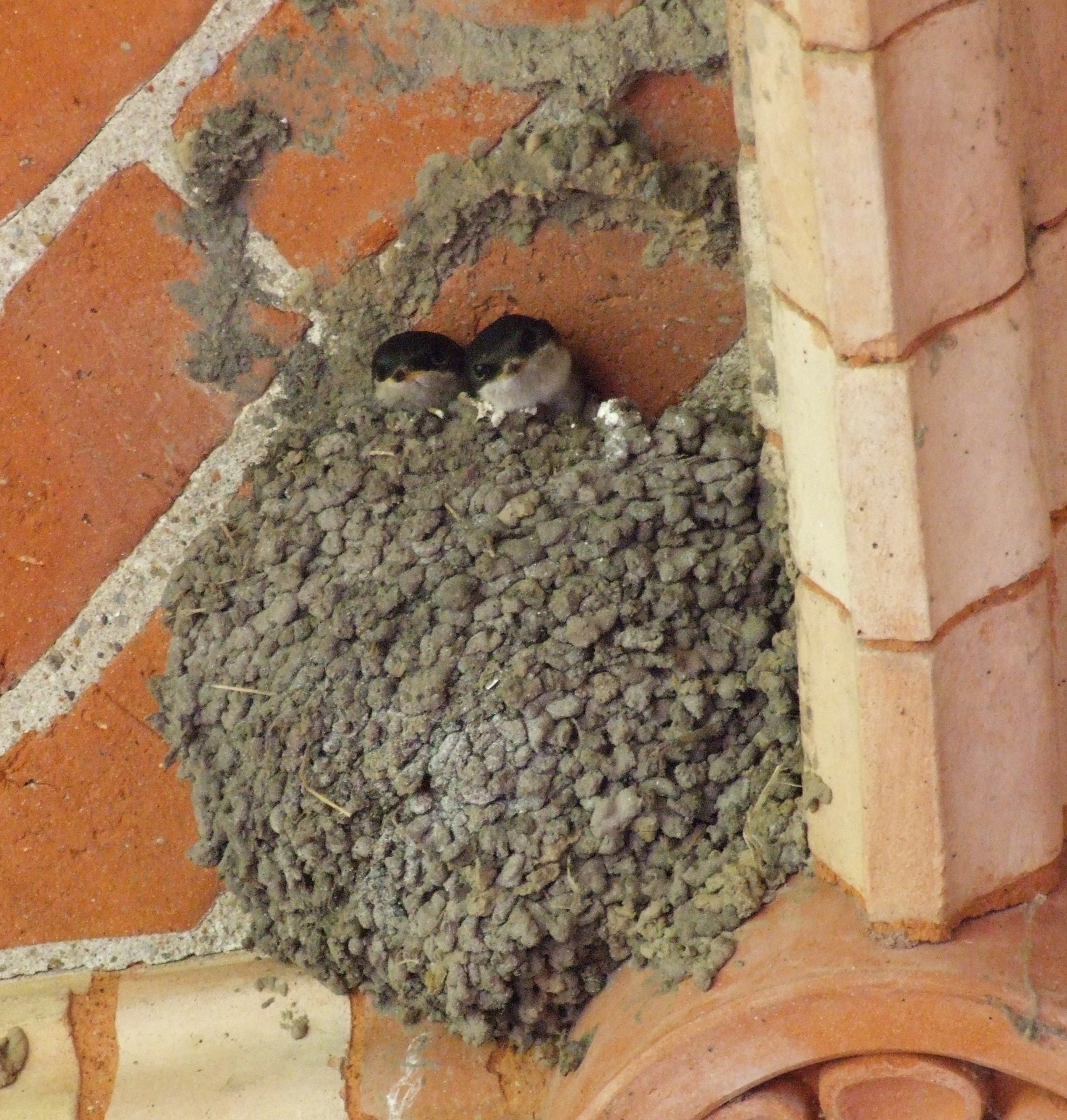
Un nid d'Hirondelle de fenêtre, avec deux jeunes passant leur tête par l'ouverture.

Avant le XXe siècle, l'implantation humaine avait peu d'impact sur la biodiversité. Le bâti traditionnel intégrait des espaces (toitures en tuiles, murs et murets en pierre...) utilisés par les espèces animales et végétales (par exemple l'hirondelle de fenêtre). L'autonomie relative des villages, à dominante agricole, entrainait une organisation spatiale favorable à la biodiversité, avec des pâtures et champs inclus dans un bocage dense, et une couronne de maraichage à proximité des habitations. 

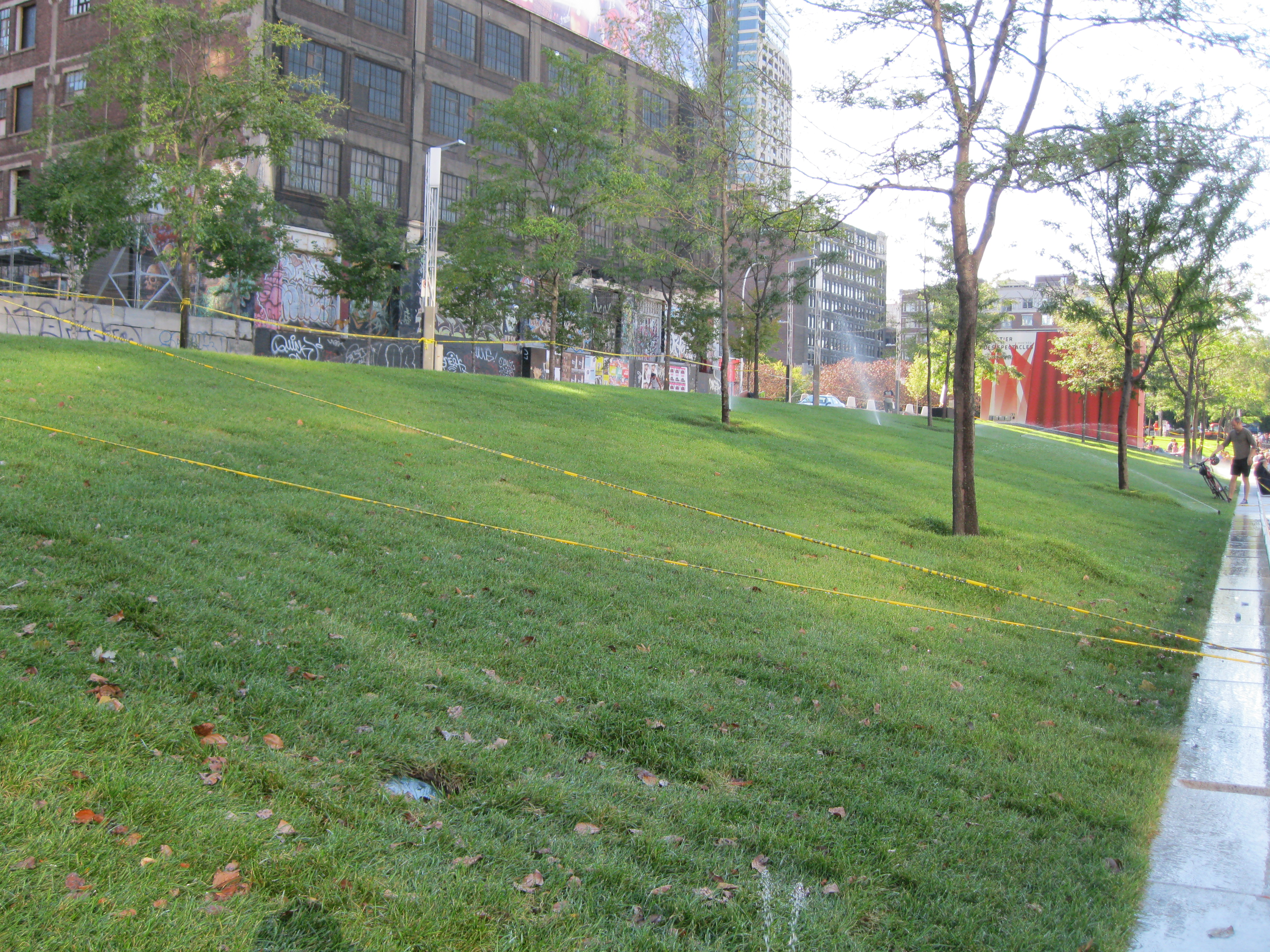
Gazon, place des Festivals à Montréal

L'accroissement rapide de la population et de la circulation motorisée a entraîné une artificialisation grandissante des villes et villages qui se sont densifiés, avec une augmentation du trafic et de la pollution, des voiries de plus en plus lourdes (artificialisation des bas-côtés...), des bâtiments standardisés, des réseaux enterrés (suppression des mares et fossés), des plantations urbaines elles aussi standardisées par une horticulture ornementale (gazon, thuyas...), l'utilisation de machines (tondeuses, tailles-haies), d'arrosage et de produits chimiques...

## Objectifs
La demande sociale, citoyenne et politique de plus de respect pour l’environnement a généré une demande de maisons et objets construits (structure bâtie et non bâtie) plus compatible avec les écosystèmes, voire à « biodiversité positive », et ce, afin notamment de réduire l'empreinte écologique, et nos émissions de carbone. Ceci amène l'architecte, le paysagiste, l'urbaniste et les usagers à penser ou repenser l’habitation et le jardin. Ils ne serviront plus seulement à répondre aux besoins des êtres humains, mais ils serviront de refuge, de nichoir, ou de garde-manger à une multitude d’espèces animales,  végétales et de champignons… 

Faire d'un bâtiment et des espaces verts attenants une maille de la trame écologique est possible à condition de respecter quelques principes de base.

## Principes généraux
- Complexité

Un premier principe incontournable en matière de biodiversité est celui du respect ou de la restauration de la complexité fonctionnelle des écosystèmes. Plus un milieu est diversifié (creux, bosses, zones d’ombre, de soleil, milieu boisé, strates herbacées, etc.), plus il est susceptible d’accueillir une faune et une flore riches et diversifiées.
Le vivant se développe et se différencie en fonction d’une multitude de facteurs, dont une partie peut être présente dans l'espace bâti et dans la nature périphérique, où un grand nombre d’espèces peuvent trouver refuge. Ces biotopes sont parfois des corridors biologiques.
 

- Auto-entretien du milieu

L’écosystème de substitution doit pouvoir se  stabiliser et se réguler de lui-même, l’homme intervenant le moins possible. C’est pourquoi, dans le cadre d’un habitat répondant à la quinzième cible HQE, il est important d’établir, dès la construction, un plan de gestion du milieu. Il faut parfois plusieurs années, voire dizaines d’années pour qu’un milieu perturbé par l’homme retrouve un certain équilibre.

## Conditions de réussite
L’intégration de la biodiversité dans la démarche haute qualité environnementale est un projet ambitieux. Plusieurs facteurs conditionnent la réussite d’une telle opération.
- Le projet doit être connecté au maillage écologique, via le réseau des corridors biologiques, à l’échelle locale, régionale, européenne et même paneuropéenne. Bien que le projet puisse être individuel à la base, il est primordial qu’il s’inscrive dans une trame écologique, soit déjà existante, soit en cours de restauration ou de construction.
- Le projet doit prendre en compte les effets d’échelle, notamment au niveau des corridors biologiques. Si les voies naturelles qui mènent à l’habitation sont disproportionnées par rapport à l’habitation elle-même ou inexistantes, la colonisation du milieu par la faune, la flore et les champignons ne pourra pas se faire naturellement.
- Le projet doit constituer une zone refuge pour les différentes espèces (faune et flore) dans le temps et dans l’espace.
- Le projet doit pouvoir faire appel au génie écologique. Du fait de la diminution de la biodiversité, la capacité de cicatrisation des écosystèmes a nettement diminué. Quand elle est encore possible, le temps nécessaire à l’ « autocicatrisation » d’un milieu altéré par l’homme peut se mesurer en siècles, ou en milliers d’années. Le génie écologique s’intéresse particulièrement aux écosystèmes qui sont, qui ont été ou qui pourraient être affectés par l’activité humaine, en proposant des mesures qui permettent d’accélérer ces processus naturels afin de retrouver plus rapidement un équilibre biologique acceptable.

## Champs d’application
La ville est une structure au fonctionnement plus complexe et naturel qu'on le pense. Il faut l'appréhender comme un écosystème dans toute sa complexité. De ce fait, la gestion différenciée de l’espace urbain doit être effectué tout en nuances.
L’intégration du vivant dans les structures bâties et non bâties (jardin, …) du milieu urbain concerne trois grands groupes :
- La faune
- La flore
- Les champignons

qui vivent, évoluent, se déplacent, se nourrissent sur trois milieux :
- L’air
- L’eau
- Le sol

et dont les moyens d’action sont :
- La restauration
- La gestion
- La protection

La biodiversité intégrée dans la démarche Haute Qualité Environnementale concerne deux grands domaines, le bâti et le non-bâti, reliés entre eux par une interface plus ou moins développée. Cette interface regroupe toutes les structures intégrées au bâtiment, mais qui tendent vers le jardin du fait de leur localisation et/ou de leur aménagement, à savoir, les balcons, les toitures et murs végétalisés, etc.
On peut également appliquer la démarche HQE aux infrastructures de communication. L'article route HQE donne quelques solutions pour réduire les nuisances occasionnées par la route.

### La maison-nichoir
On peut penser que l’un des défauts de la démarche HQE actuelle (2006) est de ne pas encore assez offrir de niches écologiques de remplacement à la faune et à la flore dont on occupe le territoire. Or le volume de la structure bâtie, si elle est conçue de manière adéquate, peut offrir de nombreux micro-habitats (concept de "maison-nichoir").
Cette vision nous amène à penser ou repenser l’habitation de manière différente. Elle ne servira plus seulement à répondre aux besoins des êtres humains, mais elle servira de refuge, de nichoir, ou de garde-manger pour une multitude d’espèces animales, une quantité d’essences végétales et de champignons…

#### Champ d'action
L'intégration du vivant au sein des espaces artificialisés ou urbanisés peut se faire à plusieurs niveaux :
- Les structures bâties en général
  - bâtiments dédiés au logement (maisons, appartements)
  - Bureaux et commerces, bâtiments tertiaires, équipements publics
  - bâtiments agricoles
  - bâtiments d'artisanat et d'industrie.

- Les  clôtures
  - Clôture matérielle ;
  - Clôture végétale ou obstacle naturel.

- Le mobilier urbain
  - Abribus
  - Banc public
  - Lampadaire
  - Pile de pont.

- Les infrastructures
  - Route HQE
  - Chemin de fer
  - Canal
  - Cheminement piéton.

#### Aménagements envisageables

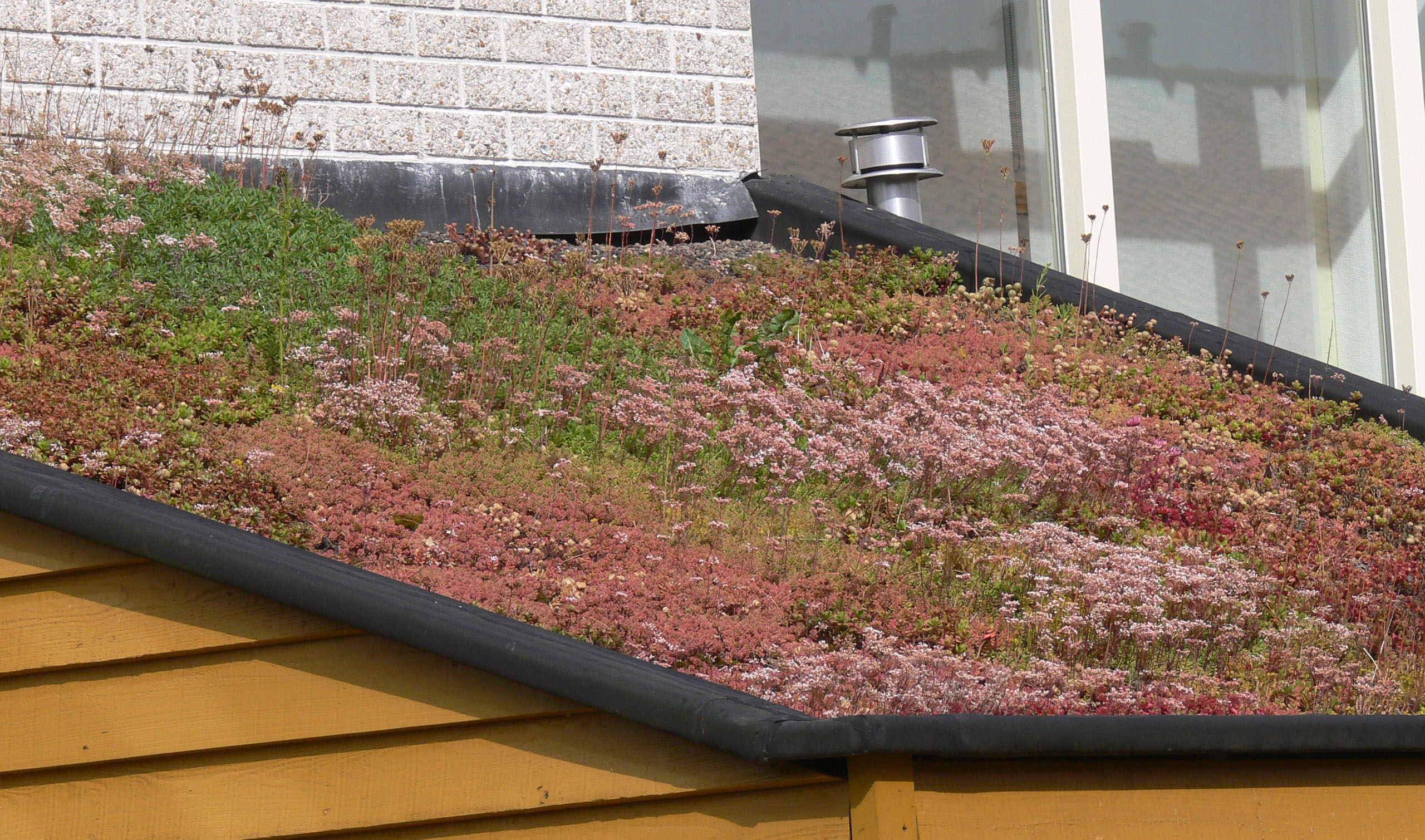
Toiture végétalise au sein de l'écoquartier Eva-Lanxmeer, 2009

Voici une liste non exhaustive des aménagements ou installations susceptibles de faire de la maison ou de toutes autres structures bâties (abri de jardin, poteau, pont, …) une zone refuge pour la faune, la flore et les champignons.
1. Utilisation dans la construction de matériaux et de produits favorisant la biodiversité 
 Plus l’environnement sera riche et naturel, plus le nombre d’espèces sera important, d’où l’importance de préférer des matériaux naturels et non toxiques, du bois labellisé, … lors de la construction ou de la rénovation.
2. Végétalisation des toitures, des façades et du mobilier urbain 
 La végétalisation des toits et des façades est une technique qui peut être très intéressante en milieu urbain et constituer un facteur de biodiversité non négligeable. En plus de l’aspect esthétique indéniable que la végétalisation offre au bâtiment, les toitures et façades végétalisées présentent de nombreux avantages tant pour les habitants que pour la structure en elle-même.

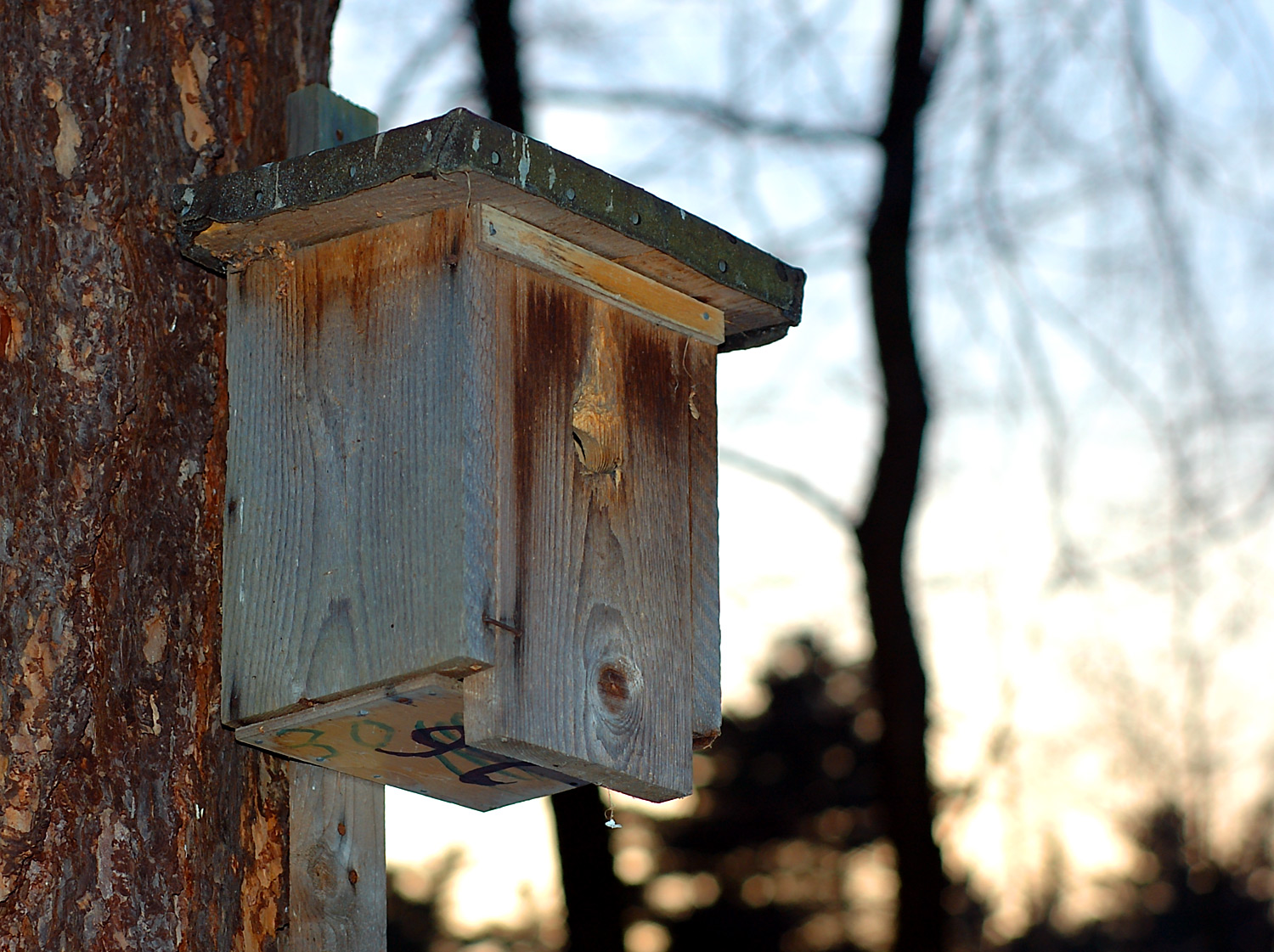
Nichoir typique pour les oiseaux

3. Mise en place de nichoirs 
 Parce que les biotopes s'appauvrissent, les haies et les arbres morts disparaissent, oiseaux, chiroptères et invertébrés trouvent de moins en moins d'espaces pour nicher. Le nichoir n’est pas nécessairement fabriqué, il peut s’agir d’une fissure dans un mur, de tuiles de ventilation ou autres irrégularités naturelles du bâtiment. Un grand nombre d’espèces ont besoin de ces nichoirs pour assurer leur pérennité  
- Chouette
- Chauve souris
- Rapace
- Hirondelle et martinet
- Choucas
- Cigogne
- Autres oiseaux (Mésange, Sittelle, Rouge queue, …)
- Invertébrés (Coccinelle, Forficule, Abeille, …)

4. Aménagements spécifiques des zones bâties non fréquentées 
 Les  combles et greniers conviennent parfaitement aux rapaces nocturnes et chauves souris, le sous-sol peut être aménagé pour les hérissons, musaraignes ou reptiles.
5. Mise en place d’un éclairage adapté 
 La pollution lumineuse des milieux urbanisés ne perturbe pas seulement les astronomes, elle perturbe également beaucoup d’aspects de la vie des animaux, les déplacements, l'orientation, et les fonctions hormonales dépendantes de la longueur respective du jour et de la nuit. Il existe des systèmes permettant de diminuer l’impact de la lumière sur la biodiversité (détecteur de présence, de luminosité, rétroreflecteurs, …) qu'il est impératif d'utiliser pour l'éclairage extérieur des bâtiments.

### Le jardin naturel
La nature est de plus en plus perturbée par l'Homme. De nombreux animaux et végétaux disparaissent en même temps que leurs habitats. Aménager une partie de sa propriété pour y accueillir la vie sauvage est un moyen de préserver la biodiversité.
Cette vision nous amène à penser ou repenser le jardin de manière différente. Il ne servira plus seulement à répondre aux besoins des êtres humains, mais il servira de refuge, de nichoir, ou de garde-manger pour une multitude d’espèces animales, une quantité d’essences végétales et de champignons…
D'apparence inorganisé, le jardin naturel est moins sophistiqué que le jardin traditionnel. Chaque élément qui le compose est soigneusement agencé pour recréer les habitats naturels de la faune et de la flore. On choisira des éléments qui ne sont pas étrangers aux espèces locales, une mare, une rocaille, une prairie fleurie et on privilégiera les arbres et végétaux de la région, voire ceux liés à l'entité écologique locale (littoral, bocage, marais...). En effet, même si la copie n'est pas parfaite, les espèces des champs et des bois savent parfaitement tirer profit de ces biotopes naturels.

#### Champ d'action
L'intégration du vivant sur les structures non bâties peut se faire à plusieurs niveaux : le jardin privé peut varier en taille du jardinet au parc, tout comme le jardin ou parc public ; le jardin communautaire peut-être privé, semi-privé ou public ; le jardin tertiaire peut être conçue dans le cadre de Z.A.C. (Zone d’Activité Concertée) ou être un jardin ou parc d’entreprise.

#### Aménagements envisageables
Voici une liste non exhaustive des aspects incontournables d’un jardin naturel et à « biodiversité positive »

1. La biodiversité est intrinsèquement liée à la diversification des milieux, c’est pourquoi il est nécessaire de juxtaposer des biotopes très différents. En s’inspirant des éléments présents dans une forêt naturelle, on peut « décomposer » le jardin en différentes strates:
  1. La strate muscinale : champignon, mousse
  2. La strate herbacée : fougères, herbes
    - La prairie naturelle et/ou fleurie
    - L’herbe rase
    - Le massif de fleur
    - Un coin d’orties

  3. La strate arbustive et la strate arborescente
    - Les arbres fruitiers[1]
    - La haie[1]  (basse, boisée, …)
    - Les plantes grimpantes[1] et épiphytes
    - Le roncier
2. Le potager bio[1] et les plantes aromatiques[1]
3. La mare[1], le ruisseau[1], le lagunage, la piscine biologique
4. Les chronoxyles  ou bois mort (différentes espèces, localisations et positions)
5. Le muret et le tas de pierre qui abrite une flore et une microfaune spécifiques[1]
6. Le tas de compost[1]
7. Les nichoirs, gîtes et habitats de substitution ou naturel[1] pour : 
  - Les oiseaux (passereaux, rapaces, cigogne, …)
  - Les mammifères (chauve-souris, hérisson, musaraigne, …)
  - Les amphibiens (crapaud, grenouille, rainette,  triton, salamandre, …)
  - Les invertébrés (coccinelle, forficule, abeille, …) : Hôtel à insectes
8. Les mangeoires et abreuvoirs pour oiseaux
9. L’éclairage adapté pour lutter contre la pollution lumineuse
10. Les corridors biologiques
11. Les clôtures ou en tenant lieu
12. Les allées HQE
13. Labelliser sa propriété